# Глуховский мясокомбинат
Глуховский мясокомбинат (укр. Глухівський м’ясокомбінат) — предприятие пищевой промышленности в городе Глухов Сумской области Украины, прекратившее производственную деятельность.

## История
Строительство крупного мясокомбината началось в соответствии с девятым пятилетним планом развития народного хозяйства СССР в 1975 году. Мясокомбинат с несколькими производственными корпусами, автоматизированным оборудованием и 800 работниками должен был перерабатывать продукцию животноводческих хозяйств всех северных районов Сумской области и отдельных районов соседних областей. Плановые производственные мощности комбината были рассчитаны на изготовление 50 тонн мяса и 5 тонн колбасы за одну рабочую смену, ассортимент продукции включал колбасы твёрдого копчения, полукопчёные колбасы, сосиски, сардельки, а также мясные полуфабрикаты (котлеты, пельмени, рагу, суповые наборы, фасованное мясо и др.).
В дальнейшем, предприятие предполагалось расширить за счёт строительства цеха по переработке птицы и кроликов (вторая очередь комбината была введена в эксплуатацию в 1982 году).
В советское время комбинат входил в число крупнейших предприятий города.
После провозглашения независимости Украины, в мае 1995 года Кабинет министров Украины утвердил решение о приватизации завода в течение 1995 года, в дальнейшем государственное предприятие было преобразовано в открытое акционерное общество.
В начале 1998 года мясокомбинат был признан банкротом, а в дальнейшем был преобразован в закрытое акционерное общество, владельцем которого стала киевская фирма «ДС Інвестмент».
В 2002 году комбинат в 1,5 раз увеличил объемы производства по сравнению с показателями 2001 года и был привлечён к выполнению государственного заказа (на поставку мясных консервов для вооружённых сил Украины).
В начале лета 2003 года в связи с выявленным нарушением санитарно-гигиенических норм при изготовлении продукции производство было остановлено до ноября 2003 года. С этого времени комбинат перерабатывал только мясо крупного рогатого скота, что стало причиной снижения объемов выпуска продукции на 17,6%.
После снижения правительством Украины доплат за большевесовой скот, поставляемый на мясоперерабатывающие предприятия конкурентоспособность предприятия ухудшилась, за первый квартал 2004 года комбинат уменьшил объемы производства на 37,1%.
В дальнейшем, владельцем комбината стала компания «Прогресс-Инвест».
Начавшийся в 2008 году экономический кризис и вступление Украины в ВТО в мае 2008 года дезорганизовали выращивание скота для мясоперерабатывающих предприятий Сумской области и привели к остановке комбината. В октябре 2008 года охрана территории бывшего предприятия была распущена из-за отсутствия средств на ее содержание, после чего оборудование и конструкции зданий начали разбирать на металлолом. 16 января 2009 года в результате пожара предприятию был нанесён значительный ущерб - огонь уничтожил 3600 м² кровли и повредил 1340 м² теплоизоляции стены бывшей холодильной камеры.